# 卡洛斯·欧赫尼奥·西蒙

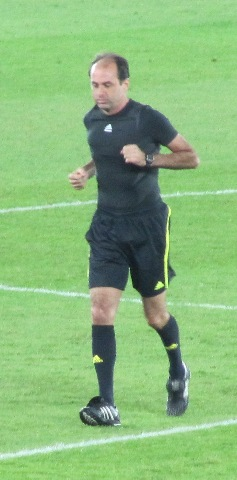
卡洛斯·欧赫尼奥·西蒙

卡洛斯·欧赫尼奥·西蒙（Carlos Eugênio Simon，1965年11月3日—），巴西籍足球裁判，也是2002年、2006年及2010年世界盃的主裁判之一。

## 生涯
西蒙於1998年起正式為國際比賽判法，他首場判法的比賽為厄瓜多爾對秘魯的世界盃外圍賽。2002年，他首度成為世界盃的主球證，當屆盃賽中，他為墨西哥對意大利的分組賽判法。4年後的德國世界盃，他先後在三場球賽中判法，在英格蘭對瑞典的16強賽事中，他逐出兩名瑞典球員。
2009年，由於在本土聯賽判法時的一個犯錯，西蒙被巴西足協禁示判法6星期 。次年6月，他第三度成為世界盃的主球證，他會負責英格蘭對美國的判法。

## 資料來源
1. ↑  .   [2010-06-12]. （原始内容存档于2010-06-10）.